# Третякова Людмила Степанівна
Людмила Степанівна Третьякова (27 лютого 1931 — ?) — українська радянська діячка, новатор виробництва, інженер-конструктор Одеського заводу «Автогенмаш» Одеської області. Депутат Верховної Ради УРСР 7-го скликання.

## Біографія
Освіта вища.
З 1960-х років — інженер-конструктор Одеського заводу «Автогенмаш» Одеської області.
Потім — на пенсії у місті Одесі.

## Нагороди
- ордени
- медалі